# 原貞齋
原 貞齋（はら ていさい、1847年1月1日〈弘化3年11月15日〉 - 1937年〈昭和12年〉11月2日）は、明治時代から昭和の医師、教育者、書家。號は晩翠。祖父は吉益家門人ののち、華岡青洲・春林軒門人であった医師で教育者の原右膳、父は医師で画家の原玄春。

## 経歴
原家は京都が出自の医者の家系であり、飯田を経て、江戸時代から遠江国周智郡領家村水久保（現在の浜松市天竜区水窪町）で開業していた。祖父・原右膳は華岡流外科医術を学んだ外科医であり寺子屋も開いていたが、父・原玄春も医業と寺子屋を継いだ。
原貞齋も医師として1879年〈明治12年〉12月1日に周智郡奥山村奥領家（水窪町）で開業し、医療と教育で地域に貢献しながら、書家としても作品を残した。
長男・原祐太郎と次男・原正雄らが静岡県で医家を継ぎ、医者に育てた養子を孫・原とよの婿養子にして北海道にて開業した。
1991年7月28日、水窪町民俗資料館5周年「郷土ゆかりの書画展」では、原貞齋（晩翠）の書家作品は、原玄春（槐山、または里山）の鮮やかな花鳥画の屏風や巻物と共に展示された。